# Bodenkolonne
Eine Bodenkolonne ist in der Verfahrenstechnik eine Anlage zur thermischen Trennung von Stoffgemischen. Die Bodenkolonne ist die Sonderform einer Rektifikationskolonne.

## Aufbau
Bodenkolonnen enthalten in regelmäßigen Abständen horizontale Einbauten, so genannte Böden. Böden bestehen aus kreisrunden Platten mit mehreren Durchtrittsöffnungen für den Gasstrom – so genannten Glocken, Schlitzen oder Ventilen. Die Böden sind in regelmäßigen vertikalen Abständen von 0,3 bis 1,0 m horizontal in der Kolonne eingebaut.

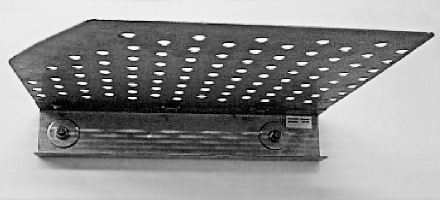
Siebböden (oben) lassen sich in der Bodenkolonne verwenden.
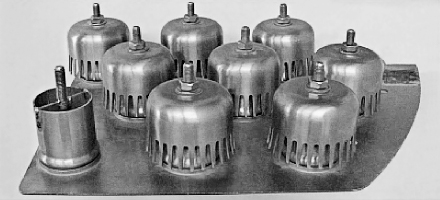
Glockenböden (oben) lassen sich in der Bodenkolonne verwenden.
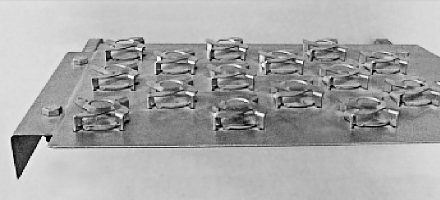
Ventilböden (oben) lassen sich in der Bodenkolonne verwenden.

## Betriebsweise
Innerhalb einer Bodenkolonne liegen zwei Phasen vor, wobei eine Phase flüssig und eine gasförmig ist. In der Kolonne strömt das Gas von unten durch Öffnungen in den Bodenplatten in der Kolonne nach oben, wohingegen die Flüssigkeit im Gegenstrom nach unten fließt. Die Böden fangen den hinunter fließenden flüssigen Stoffstrom auf. Auf jedem einzelnen Boden dringt das Gas aus den Öffnungen der Bodenplatte in Form von feinen Blasen in die Flüssigkeit von unten nach oben ein, wodurch sich eine Zweiphasenschicht mit großer Phasengrenzfläche ausbildet. Auf einem einzelnen Boden bewegen sich die beiden Phasen im Kreuzstrom. Es entsteht eine stark turbulente Sprudelschicht, die nach oben in eine Sprühschicht übergeht. Oberhalb der Sprühschicht befindet sich eine Beruhigungszone, die verhindern soll, dass der Dampf Flüssigkeitstropfen mitreißt. Der Wärme- und Stoffaustausch zwischen Dampf und Flüssigkeit findet in der Sprudel- und Sprühschicht auf den Böden statt. Auf jedem dieser Böden stellt sich somit ein neues temperaturabhängiges Gleichgewicht zwischen der Flüssig- und Gasphase ein. Im Idealfall entspricht ein Boden einer theoretischen Trennstufe. Die Phasen entmischen sich anschließend wieder, und das Gas strömt nach oben zum darüberliegenden Boden. In der Beruhigungszone strömen die beiden Phasen ohne wesentlichen Kontakt aneinander vorbei. Ganz unten in der Kolonne sammelt sich die Flüssigkeit und ganz oben das Gas. Die Flüssigkeit läuft über den Austrieb zum Verdampfer und wird wieder zurück in die Kolonne geführt. Ein kleiner Teil des nun reinen Gases wird abgezogen und gesammelt, während der Großteil wieder als sogenannter Rückfluss in den Kolonnekopf eingespeist wird.
Böden werden bei großen Stoffströmen, bei wechselnder Belastung und bei Verschmutzungsgefahr eingesetzt. Der Druckverlust pro theoretischem Boden ist relativ hoch.